# 1541 en arts plastiques
| Années des arts plastiques : 1538 - 1539 - 1540 - 1541 - 1542 - 1543 - 1544    |
| Décennies des arts plastiques : 1510 - 1520 - 1530 - 1540 - 1550 - 1560 - 1570 |

Cette page concerne l'année 1541 en arts plastiques.

## Œuvres

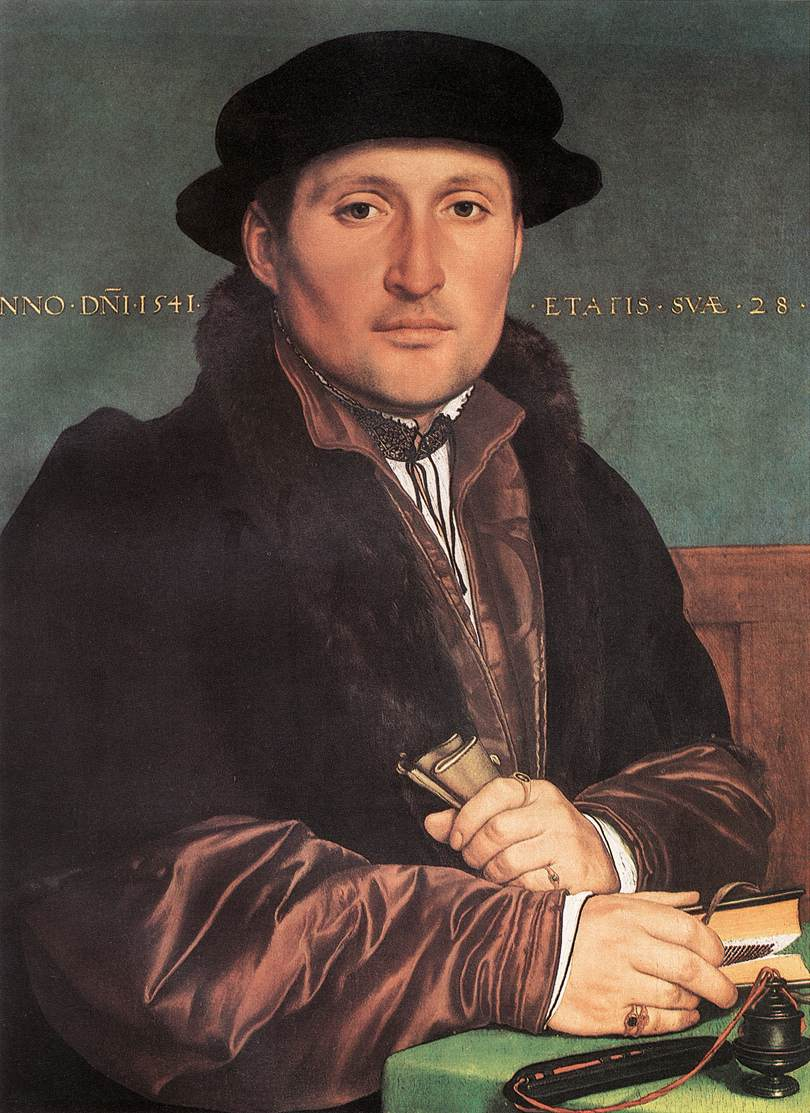
Portrait d'un jeune marchand, Hans Holbein le Jeune.

## Naissances
- 1er octobre : Le Greco (Domenico Theotokopoulos), peintre espagnol d'origine crétoise († 7 avril 1614),
- ? :
  - Aert Mytens, peintre de style flamand († 1602),
  - Francesco Traballesi, peintre et un architecte italien († 1588).

## Décès
- 6 janvier : Bernard van Orley, peintre bruxellois (° vers 1488),
- ? septembre : Hans Baldung, graveur, dessinateur, peintre et vitrailliste allemand  (° 1484 ou 1485),
- Date précise inconnue :
  - Jean Clouet, peintre portraitiste français (° 1480).
  - Francesco da Montereale, peintre italien (° vers 1466).